# 김해 은하사 대웅전 벽화
김해 은하사 대웅전 벽화(金海 銀河寺 大雄殿 壁畵)는 대한민국 경상남도 김해시 은하사 대웅전에 있는 벽화이다. 2003년 10월 30일 경상남도의 유형문화재 제402호로 지정되었다.

## 개요
벽화는 은하사대웅전(경상남도 유형문화재 제238호) 내부 벽면 전체에 그려져 있으며, 주제는 삼세불, 아미타내영, 보살상, 신장상, 나한상, 도인상, 모란 등으로 총 32점이다.
전각 내의 좌우측 중심벽화인 삼불회도와 아미타내영도는 다른 벽화 간에 기법상 차이가 있는데, 다른 벽화보다 시기가 다소 앞서는 것으로 보이며 조선후기 18세기 이후에 제작된 것으로 추정된다.
삼세불 벽화는 대웅전 본존을 중심으로 좌측 벽면에 녹청안료를 전체적으로 펴 바르고 석가여래 입상을 중심으로 약사여래와 아미타여래를 좌우에 배치하였으며, 육신부는 백색으로 육신선은 주색선으로 묘사하였다.

## 같이 보기
- 김해 은하사 대웅전 - 경상남도 유형문화재 제238호

## 참고 문헌
- 김해 은하사 대웅전 벽화 - 국가유산청 국가유산포털